# Skrzydłoszpon czarnoszyi
Skrzydłoszpon czarnoszyi (Chauna chavaria) – gatunek dużego ptaka z rodziny skrzydłoszponów (Anhimidae). Występuje w północno-zachodniej Ameryce Południowej. Nie wyróżnia się podgatunków.

## Zasięg występowania
Zasięg występowania szacowany jest na 267 700 km². Obejmuje północną Kolumbię i północno-zachodnią Wenezuelę (okolice jeziora Maracaibo). Środowisko życia stanowią tereny podmokłe.

## Morfologia
Długość ciała wynosi 685–735 mm, w tym dzioba 40–51 mm i ogona 185–229 mm. Skrzydło mierzy 465–529 mm. Długość czuba do 70 mm.
Obie płcie są do siebie podobne. Dookoła oka oraz między okiem i dziobem naga, czerwona skóra. Górna szczęka nieznacznie zagięta na końcu; dziób szarożółtawy. Czoło i wierzch głowy jasnoszare, z tyłu głowy czub; pióra na niego się składające początkowo białe, potem szare. Od brody do czuba biegnie biały pas. Szyja czarna, oddzielona od ciemnoszarego upierzenia reszty ciała cienkim, białym pasem. Nogi czerwonawe, skok gruby.

## Lęgi
Jako jedyny przedstawiciel rodziny wyprowadza lęgi przez cały rok. Masa jaja wynosi około 184 g. Składane w liczbie 2–7 do gniazda z materii roślinnej, inkubacja trwa 42–44 dni. Pisklęta pokryte grubym puchem, z wierzchu szarawożółte, od spodu białe. Są karmione przez oboje rodziców jedynie przez pierwsze kilka dni. W pełni usamodzielniają się po 12–14 tygodniach od wyklucia.

## Status zagrożenia i ochrona
Międzynarodowa Unia Ochrony Przyrody (IUCN) od 2023 roku uznaje skrzydłoszpona czarnoszyjego za gatunek najmniejszej troski (LC, Least Concern); wcześniej klasyfikowany był jako gatunek bliski zagrożenia (NT, Near Threatened). Populacja szacowana jest na 60 000 – 130 000 dorosłych osobników, a jej trend oceniany jest jako prawdopodobnie stabilny. Najważniejsze zagrożenia dla tego gatunku stanowią: osuszanie terenów podmokłych celem uzyskania miejsca pod wypas bydła i uprawy rolne, zanieczyszczenia komunalne i przemysłowe, urbanizacja i wycinka lasów namorzynowych. W latach 1970. przez bagno Ciénaga Grande de Santa Marta i wyspę Salamanca poprowadzono drogę i system rur wodociągowych, co utrudniło zalewanie tamtych terenów przez pływy morskie i doprowadziło do obumierania namorzynów.
W obrębie zasięgu występowania znajduje się kilka obszarów chronionych, w tym Park Narodowy Ciénagas del Catatumbo w Wenezueli i Park Narodowy Los Katíos w Kolumbii.